# Betty Heidler
Betty Heidler (Berlín Oriental, 14 de octubre de 1983) es una atleta alemana especialista en lanzamiento de martillo y ex-poseedora del récord mundial de dicha especialidad. 
En su palmarés destacan la medalla de oro en el Campeonato Europeo de Atletismo de 2010, la de plata en el Campeonato Mundial de Atletismo de 2011 y el bronce en los Juegos Olímpicos de Londres 2012.
Actualmente vive en Frankfurt y es miembro del equipo de atletismo del Eintracht Fráncfort. Trabaja para la Policía Federal Alemana, donde es miembro del grupo de apoyo al deporte y comenzó a estudiar Licenciatura en Derecho en la Fernuniversität Hagen en 2007.